# Ampelisca monoculata
Ampelisca monoculata är en kräftdjursart. Ampelisca monoculata ingår i släktet Ampelisca och familjen Ampeliscidae. Inga underarter finns listade i Catalogue of Life.